# Crestview, Florida
Crestview är en stad (city) i Okaloosa County, i delstaten Florida, USA. Enligt United States Census Bureau har staden en folkmängd på 21 284 invånare (2011) och en landarea på 41,5 km². Crestview är huvudort i Okaloosa County.